# بخش بسطام
بخش بسطام یکی از بخش‌های شهرستان شاهرود شهرستان‌های استان سمنان است.
مرکز این بخش شهر بسطام است. 

## تقسیمات کشوری
- بخش بسطام
  - دهستان خرقان
  - دهستان کلاته‌های غربی

شهرها: بسطام، مجن، کلاته خیج.

## جمعیت
بنابر سرشماری مرکز آمار ایران، جمعیت بخش بسطام در سال ۱۳۸۵ برابر با ۴۰۲۰۷ نفر بوده است.